# Bracon peroculatus
Bracon peroculatus är en stekelart som först beskrevs av Wesmael 1838.  Bracon peroculatus ingår i släktet Bracon och familjen bracksteklar. Inga underarter finns listade.